# Au New Morning
Albums par Claude Nougaro
Chansons nettes
(1981) Ami chemin
(1983)
Lives par Claude Nougaro
Nougaro 79
(1979) Nougaro sur scène
(1985)
Au New Morning est un album live de Claude Nougaro. Enregistré à Paris au New Morning, l'opus sort en décembre 1981 sous le label Barclay.

## Autour de l'album
- Référence originale :

## Titres
| 1.  | Je ne suis pas de mon avis           |  |  |  |
| 2.  | Sing sing song                       |  |  |  |
| 3.  | Ça fait mal                          |  |  |  |
| 4.  | Les mains d'une femme dans la farine |  |  |  |
| 5.  | Le coq et la pendule                 |  |  |  |
| 6.  | La pluie fait des claquettes         |  |  |  |
| 7.  | Un été                               |  |  |  |
| 8.  | Prométhée                            |  |  |  |
| 9.  | Rimes                                |  |  |  |
| 10. | Rue de Douai                         |  |  |  |
| 11. | Le chat                              |  |  |  |
| 12. | Cadencé                              |  |  |  |